# Dr. Eggman
Dr. Eggman, (japanisch: ドクター・エッグマン Hepburn: Dokutā Egguman) auch bekannt als Dr. Ivo Robotnik (japanisch: ドクター・ロボトニック Hepburn: Dokutā Robotonikku), ist ein fiktiver, verrückter Wissenschaftler und der Erzfeind von Sonic the Hedgehog, der seit Beginn an in fast allen Videospielen, TV-Serien und Kinofilmen der Serie auftritt und sich Sonic und seinen Freunden immer wieder mit seinen Robotern, Erfindungen oder Finten in den Weg stellt. Er gilt als einer der ikonischsten Bösewichte in Videospielen mit einem hohen Wiedererkennungswert.
Nach einem frühen Entwurf von Segas Naoto Ōshima setzte dieser auch sein letztendliches Design um, welches über die Jahre einige Male überarbeitet wurde. Während er auf dem japanischen Videospielemarkt schon immer den Namen Dr. Eggman trägt, erhielt er für den westlichen Markt in Nordamerika und Europa in den 1990er Jahren den Namen Dr. Robotnik. Ab Sonic Adventure (1998) einigte man sich international darauf, dass es sich bei Dr. Ivo Robotnik um seinen vollständigen, korrekten Familiennamen handele, er jedoch fortan fast ausschließlich mit seinem Rufnamen Dr. Eggman erwähnt wird. Seine auffälligsten Erkennungsmerkmale trotz einer Vielzahl von Designänderungen sind sein eierförmiger Körper, der horizontal wildwachsende Schnurrbart und sein fliegender Untersatz Egg Mobile.
Dr. Eggman nutzt sein technisches Wissen, um Scharen von Robotern, aber auch immer hochmodernere, fliegende Festungen und tödliche Maschinen, darunter beispielsweise Metal Sonic, zu bauen, in der Hoffnung, dass diese Sonic und seine Freunde aufhalten können, um die Welt zu erobern. Oft stößt er auf frühere Technologien, Artefakte und Legenden oder erweckt Kreaturen der Vergangenheit wieder zum Leben, von denen er sich zunehmende Macht erhofft, jedoch geraten diese dann meist außer Kontrolle.
Im japanischen Sprachraum wurde er von 1998 bis 2015 von Chikao Ōtsuka und seitdem von Kōtarō Nakamura synchronisiert, auf Englisch ist nach Jim Cummings, Long John Baldry, Edwin Neal, Garry Chalk und Deem Bristow seit 2003 Mike Pollock der Stammsprecher von Dr. Eggman. Auch auf Deutsch wurde Dr. Eggman mit Joachim Pukaß, Jürgen Kluckert und Hartmut Neugebauer von prominenten Synchronsprechern gesprochen. In den Kinofilmen Sonic the Hedgehog (2020), Sonic the Hedgehog 2 (2022) und Sonic the Hedgehog 3 (2024) wird Dr. Robotnik von Jim Carrey verkörpert.
Dr. Eggman debütierte in Sonic the Hedgehog (1991), taucht in den allermeisten Sonic-Spielen auf und gilt neben Sonic und Tails als einer der meistauftretenden Charaktere der Serie.

## Entstehung
Als im Jahre 1990 in einem firmeninternen Wettbewerb bei Sega verschiedene Entwürfe von möglichen Charakteren für ein neues Videospiel-Aushängeschild als Konkurrent für Nintendos Super Mario nach Alex Kidd vorgestellt wurden, gewann letztendlich der Entwurf eines blauen Igels, der als Sonic der Hauptdarsteller seines eigenen Spiels wurde. Doch ein weiterer dieser Entwürfe sollte ebenfalls genutzt werden: Der eigentlich von Naoto Ōshima als Held angedachte, dicke Mann im Schlafanzug mit Schlafmütze, Hausschuhen, hornförmiger Stirn, kleinem Zwicker und auffälligen Schnauzbart, der vom ehemaligen US-Präsidenten Theodore Roosevelt inspiriert war, hatte dem Sonic Team grundsätzlich gefallen, war jedoch nicht als der gesuchte Held des geplanten Spiels geeignet, weswegen man ihm eine andere Rolle im Spiel zuteilwerden lassen wollte.
In einer frühen Entwicklungsphase des Spiels sollte Sonic dämonenartige Monster bekämpfen und eine Frau namens Madonna retten. Dies wurde verworfen, als Dr. Eggman von Naoto Ōshima als Widersacher implementiert wurde. Im Vergleich zu den Konzeptentwürfen trug er keine Schlafkleidung mehr, sodass ohne Schlafmütze seine Glatze frei sichtbar war und sein Körper nicht mehr einfach nur übergewichtig, sondern eierförmig rund dargestellt wurde. Statt einer sehr hohen, hornähnlichen Stirn existierte kaum mehr eine Stirn in Übergang zur Glatze. Der charakteristische Schnauzbart und der Zwicker blieben erhalten.

## Name
Die Entwickler vom Sonic Team in Japan gaben Sonics Widersacher den Namen „Dr. Eggman“ aufgrund seiner runden Körperform. Sie wählten einen englischen Namen, weil sie davon ausgingen, dass dieser Name international genutzt werde. Jedoch entschloss sich Sega of America dazu, diesen Charakter für die westlichen Veröffentlichungen in Nordamerika und Europa als „Dr. Ivo Robotnik“ zu bezeichnen. Darunter sollte sich mit „Ivo“ ein Wortspiel für das englische Wort „Evil“ für „Böse“ befinden und „Robotnik“ schon im Namen auf sein Erschaffen von gegnerischen Robotern hinweisen. Außerhalb Japans war Dr. Eggman also lange Zeit nur als Dr. Robotnik bekannt.
Zonennamen wie Death Egg (Sonic the Hedgehog 2 (1992), Sonic & Knuckles (1994)), Scrambled Egg, Crystal Egg, (Sonic the Hedgehog 2 (8-Bit) (1992)), Sleeping Egg oder Electric Egg (Sonic the Hedgehog Chaos (1993)) wurden ebenso wie einzelne „Eggman“-Leuchtreklame oder Hinweise in den Spielen beibehalten. Zum Ausgleich forderte Sega of America auch eine Zone, die nach Robotnik benannt sei, dies wurde die Robotnik Winter Zone in Sonic the Hedgehog Triple Trouble (1994). Das Spiel Dr. Robotnik’s Mean Bean Machine (1993) erschien unter anderem aufgrund des Namens nicht in Japan. Nur in der TV-Serie Sonic the Hedgehog (1993–1994, auch bekannt als Sonic SatAM) trägt er einen anderen Vornamen und heißt dort Dr. Julian Robotnik. Das Arcade-Spiel Sonic the Fighters (1996) wurde in Japan von Sega AM2 entwickelt, sollte aber auch in Nordamerika erscheinen, weswegen in diesem Spiel der westliche Name von Sonics Erzfeind genannt werden sollte. Dieser wird daraufhin im Intro fälschlicherweise als „Dr. Robotonic“ bezeichnet.
Für Sonic Adventure (1998) auf dem Sega Dreamcast wollte man sich neben dem einheitlichen Design des ewigen Kontrahenten auch auf eine Lösung für die unterschiedlichen Namen einigen. Ebenso wie bei Sonics Freund Miles Tails Prower sein eigentlicher Name Miles Prower lautet, jedoch fast ausschließlich mit seinem Rufnamen Tails erwähnt wird, sollte der böse Wissenschaftler als korrekten Namen ab sofort Dr. Ivo Robotnik heißen, jedoch in den Spielen vorwiegend mit seinem Rufnamen Dr. Eggman erwähnt werden. Dies wird bei der ersten Begegnung von Sonic und Dr. Eggman in Sonic Adventure thematisiert, als Sonic ihn abwertend als Dr. Eggman verpönt und dieser daraufhin zornig klarstellt, dass sein Name Dr. Robotnik lautet. Auch seine eigenen Roboter und die Menschenmasse bezeichnen ihn als Dr. Robotnik, außerdem möchte er „Robotnikland“ errichten, Sonic und seine Freunde bezeichnen ihn jedoch nur noch als Dr. Eggman, woraufhin dieser nicht wieder eingeht.
Bis Sonic Adventure 2 (2001) scheint er sich komplett mit dem Namen Dr. Eggman abgefunden, scheinbar sogar Gefallen daran gefunden zu haben, stellt sich selbst als Dr. Eggman beim Präsidenten vor und will ab sofort „Eggmanland“ errichten. Sein eigentlich korrekter Nachname wird in diesem Spiel aber durch seinen Großvater Professor Gerald Robotnik und seine Cousine Maria Robotnik thematisiert.
Seitdem taucht in den folgenden Videospielen oder Medien wie TV-Serien auch international fast ausschließlich nur noch der Name Dr. Eggman auf. Als in Sonic Generations (2011) der zeitreisende Tails der Vergangenheit den Dr. Eggman der Vergangenheit trifft, bezeichnet er diesen als Dr. Robotnik, der daraufhin erwidert „So nennt mich niemand mehr!“. Aufgrund dieser schon lange zurückliegenden Lösung des Namensproblems war es verwunderlich, dass in den Kinofilmen Sonic the Hedgehog (2020) und Sonic the Hedgehog 2 (2022) ohne jede Erklärung wieder der Name Dr. Robotnik verwendet wurde.

## Aussehen

### Originales Design (seit 1991)
Dr. Eggmans Aussehen änderte sich teils radikal über die Jahre immer wieder. Sein originales Auftreten aus der Feder von Naoto Ōshima in den Videospielen von 1991 bis 1998 und im Sonic the Hedgehog (OVA) (1996) war charakteristisch mit einem großen runden Bauch, relativ kurzen Armen sowie Beinen und einem kleinen, runden Kopf, von dem der deutlich größere, horizontal wildwachsende, braunhaarige Schnurrbart unter seiner roten Knollennase, dem kleinen Zwicker und seiner Glatze hervorsticht. Nur bei einem breiten Grinsen kann man seinen Mund mit auffällig ausgeprägtem Kiefer unter dem Bart erkennen und er hat keine Ohren. Seine Kleidung besteht aus weißen Handschuhen, einem roten Oberteil mit einem kleinen, gelben Umhang, der weit nach vorne gezogen und auf Bauchhöhe befestigt wurde und einer schwarzen Hose, die optisch zwar nicht so wirkt, aber eine Strumpfhose darstellt, da seine pfeilförmigen, spitzen Füße übergangslos darin stecken. Als Dr. Eggman in Sonic Generations (2011) durch die Zeit reist und sein früheres Ich zur Hilfe holt, wird dieses durch dieses originale Design dargestellt. Auch in Sonic Mania (2017), Sonic Mania Plus (2018), Sonic Origins (2022), Sonic Origins Plus (2023) und Sonic Superstars (2023) tritt Dr. Eggman mit seiner klassischen Erscheinung auf.

### Alternatives Design (1992–1994)
Doch schon früh fallen Unterschiede zu seinem Aussehen in den Spielen auf. So sieht man Dr. Eggman auf dem Cover von Sonic the Hedgehog 2 (1992) mit rotem statt braunem Vollbart auch unter dem Kinn und ohne Zwicker, dafür mit komplett tiefschwarzen Augenhöhlen, ohne Handschuhe und mit hautfarbener Nase. Auf den Covern von Sonic the Hedgehog Spinball (1993) für das Sega Mega Drive und Sonic the Hedgehog Chaos (1993) für den Sega Game Gear wird er genauso dargestellt. Der Grund dafür liegt darin, dass man bei Sega of America vom Aussehen Dr. Eggmans im Spiel selbst keinen Zwicker erkannte, sondern schwarze Augenhöhlen interpretierte, Sega of America dann jedoch für diese Artworks verantwortlich war. Auch der gelbe Umhang wurde nicht als solcher erkannt und liegt als eine Art gelbes Muster auf dem roten Oberteil an. Dieses alternative Aussehen des klassischen Looks mit schwarzen Augenhöhlen wurde dann auch anfangs in den britischen Comics Sonic the Comic, die zeitweise auch in Deutschland erschienen, verwendet.

### Amerikanisches Design (1992–1996)
Für die amerikanische TV-Serie The Adventures of Sonic the Hedgehog, die ab August 1992 in Nordamerika zu sehen war und hierzulande unter dem Titel Sonic der irre Igel ausgestrahlt wurde, entschied man sich jedoch für ein größeres Redesign, welches später auch in Videospielen und anderen Medien verwendet wurde. Dort tauchte Dr. Robotnik erstmals in deutlich übergewichtigerer und auch gleichmäßig verteilterer Körperproportion auf und sein charakteristischer Schnurrbart ist deutlich schmaler, sodass sein großer Mund, diesmal dicke Lippen und sein ausgeprägtes Doppelkinn klar zu sehen sind. Seine ursprünglich einem Missverständnis entstammten, schwarzen Augenhöhlen behält er bei, sind dabei noch größer sowie ausgeprägter und leuchtend rote Pupillen sind nun darin, sozusagen als Augen, zu erkennen. Auffällig ist, dass er nun wieder über eine große, hornförmige Stirn verfügt, wie es in ersten Konzeptzeichnungen zu sehen war. Sein rotes Oberteil zeigt ein anderes Muster in rot, gelb und schwarz, welches einem Gürtel ähnelt, er trägt dicke, dunkelgraue Handschuhe und breite, rote Stiefel. Nur in der unveröffentlichten Pilotfolge und den daraus entstammenden Szenen, die während des Abspanns und der Credits gezeigt wurden, trägt Dr. Robotnik seinen gelben Umhang, sonst in dieser Form nicht.
In dieser Gestalt war er auch in dem Spiel Dr. Robotnik’s Mean Bean Machine (1993), welches daher auch nicht in Japan erschien, zu sehen. Auf dem Cover von Sonic the Hedgehog Spinball für das Sega Master System und Sega Game Gear wurde im Vergleich zum Mega-Drive-Cover das Aussehen von Dr. Robotnik auf die amerikanische Variante abgeändert, so wurden diese Versionen auch nicht in Japan veröffentlicht. Im europäischen Sonic the Comic, der anfangs das alternative Design nutzte, wurde die Transformation von Dr. Robotnik zu seinem amerikanischen Design in einem Comic thematisiert. Dabei verpuppte sich der alternative Dr. Robotnik in einem großen, faulenden Ei, welches auf seinem Bürostuhl sitzt, um nach einiger Zeit in derselben Geschichte wie aus einem Kokon zu schlümpfen und verkündet in der Form seines amerikanischen Designs, nun „noch stärker, noch tödlicher und noch verfaulter“ zu sein.

### Amerikanisches Redesign (1993–1999)
Als im Juli 1993 in Nordamerika die Comicreihe Sonic the Hedgehog von Archie Comics startete, entschied man sich für ein erneutes Redesign der zuvor gesehenen, amerikanischen Version. Dabei wurde Dr. Robotnik nochmals übergewichtiger und der Bart nochmals sehr viel schmaler dargestellt und fällt vor allem durch ein nun übergrößes Doppelkinn auf, während das Horn verkleinert wurde und nun eher wie ein spitzer Kopf aussieht, hinzu kommen Schrauben an den Schläfen, wo sich Ohren befinden würden. Die Kleidung blieb ähnlich, auffällig ist nun der große, an den Schultern befestigte, gelbe Umhang, einer der beiden Arme ist nun mit metallischen Teilen bedeckt und er trägt dunkelgraue statt rote Schuhe. Dieses Redesign wurde später auch in den TV-Serien Sonic the Hedgehog (1993–1994, auch bekannt als Sonic SatAM) und Sonic Underground (1999, französische Produktion) verwendet.

### Modernes Design (seit 1998)
Ähnlich wie mit den Namensunterschieden wollte man mit Sonic Adventure (1998) eine international einheitliche Lösung bilden. Heraus kam eine von Yuji Uekawa geschaffene Version von Dr. Eggman, die trotz mehrerer Unterbrechungen bis heute aktuell ist und Bestand hat. Zwar sieht Dr. Eggman erneut völlig anders als zuvor aus, basiert jedoch auf das japanische Originaldesign. So hat Dr. Eggman zwar einen großen, ovalen Bauch, als hätte er ein riesiges Ei verschluckt, wirkt durch die nun langen, dünnen Arme und Beine jedoch nicht übergewichtig. Sein Kopf ist recht klein, aber wieder rund und der Schnurrbart nun wieder deutlich breiter, jedoch auch zerzauster. Er verfügt wieder über seinen kleinen Zwicker, wodurch man in dieser Form seine Augen nie sieht. Auf seiner Glatze trägt er nun eine Art Schweißerbrille, als wäre es eine Sonnenbrille, die an die Schrauben seines amerikanischen Redesigns erinnert. Nur selten setzt er diese auf seinen Zwicker auf, beispielsweise in einer actionreichen Szene in Sonic Adventure 2. Er trägt offensichtlich einen schwarzen Jumpsuit, der auch seine langen, schmalen Füße einschließt und darüber ein rotes Oberteil mit Gurten und Manschetten sowie weiße Handschuhe. Den gelben Umhang gibt es in dieser Form nicht, für diese Akzente sind die umgekrempelten Ärmel in gelb gehalten.
Auch in der TV-Serie Sonic X (2003–2005) und in den neueren Archie Comics wurde dieses Vorzeigedesign angewendet. Nachdem man in Sonic the Hedgehog (2006) ein erneutes Redesign versuchte, kehrte man sofort zum vorherigen zurück. In seiner Rolle als König Shahryar trägt Dr. Eggman in Sonic und die Geheimen Ringe (2007) andere Kleidung. Auch in Sonic Riders: Zero Gravity (2008) und Sonic Free Riders (2010) trägt er ein anderes rotes Oberteil und zusätzlich eine Fliegermütze. Es ist auch das Design, wie er im Disney-Film Ralph reichts (2012) im Kreis der „anonymen Bösewichte“ und im Hintergrund beim Nachfolger Chaos im Netz (2018) zu sehen ist. Auch der erneute Versuch, sein Äußeres in den Boom-Spielen wie Sonic Boom: Lyrics Aufstieg (2014) und der TV-Serie Sonic Boom (2014–2017) zu erneuern, wurde revidiert und man kehrte zum modernen Design zurück, welches in den Videospielen aktuell nach wie vor Bestand hat. Auch in der Netflix-Serie Sonic Prime (2022–2024) wird das gewohnte Design verwendet. Darin taucht aufgrund von Zeitverschiebungen auch eine ältere Version von Dr. Eggman mit größerem, grauen Bart in gelber Kleidung, sowie eine jüngere Variante mit dünnem Kopfhaar und gezwirbeltem Schnurrbart in schwarzer Kleidung, eine Kinder- und eine Baby-Form ohne Bart, aber mit Kopfhaar von Dr. Eggman auf.

### Modernes Redesign (2006)
Da das 2006 erschienene Videospiel Sonic the Hedgehog in mehrerer Hinsicht eine neue Ära für die Serie einleiten sollte, so wurde auch Dr. Eggmans Design ein weiteres Mal überarbeitet und diesmal stärker vermenschlicht, um ihn weniger cartoonartig und ernstzunehmender darzustellen. Im Vergleich zu seinem vorherigen Design ist sein Bauch deutlich kleiner, also nicht mehr eierförmig, sondern merklich schlanker, während die Beine etwas dicker sind. Sein Bart ist etwas kürzer und gepflegter, seine Nase ist keine rote Knollennase mehr, sondern eine hautfarbene Hakennase. Auch trägt er erstmals eine Brille statt einem Zwicker, die diesem zwar ansonsten ähnlich sieht, aber mit Bügeln zu den Ohren eindeutig und nur diesmal eine Brille darstellt. Dahinter kann man in manchen Spielszenen auch seine vollkommen menschenähnlichen Augen gut erkennen. Auffällig ist sein immer gut sichtbarer, breiter Mund mit immer nach oben gerichteten Mundwinkeln, die ihn selbst im gegenteiligen Falle immer glücklich oder zufrieden aussehen lassen. Sein rotes Oberteil erinnert bis auf die größeren Manschetten an sein vorheriges Design, doch trägt er diesmal Stiefel, in denen seine schwarze Hose gesteckt wird, statt eines zusammenhängenden Kleidungsstücks. Er trägt auch weiterhin weiße Handschuhe und gelbe Ärmel, aber diesmal keinen Umhang und keine Schweißerbrille. Dieses Design wirkte auf viele Spieler so befremdlich, dass sie es grundsätzlich ablehnten und die nächsten Spiele wieder das vorherige Aussehen von Dr. Eggman verwendeten.

### Boom-Design (2014–2016)
Für das Sonic Boom-Franchise im Jahre 2014 wurden alle Charaktere mehr oder weniger optisch überarbeitet, am stärksten traf dies nach Knuckles aber wieder Dr. Eggman und das vor allem wegen der Körperform: Diesmal wirkt er wegen eines sehr aufgeplusterten Brustkörpers ungewohnt muskulös und durchtrainiert. Sein Körper wird wie ein umgekehrter Flaschenhals zur Gürtellinie hin schlanker bzw. enger und sein insgesamt großer Oberkörper steht auf diesmal sehr kurzen Beinen. Hinzu kommen dicke, durchtrainiert wirkende Oberarme. Sein Kopf mit Bart, Nase, Zwicker und Schweißerbrille ist im Grunde mit seinem modernen Design identisch. Er trägt ein rotes Oberteil mit gelben und grauen Akzenten sowie vielen Manschetten, eine dunkelgraue Hose, schwarze Lackstiefel und weiße Handschuhe, keinen Umhang. Am Ende des Spiels Sonic Boom: Lyrics Aufstieg (2014) erlangt Dr. Eggman die verlorene Roboterkontrollsteuerung von Lyric, die er fortan in Sonic Boom: Feuer & Eis (2016), sowie in der TV-Serie Sonic Boom (2014–2017) am rechten Arm trägt. Das Design wurde aufgrund der völlig deplatziert wirkenden Körperform von Spielern ablehnt und wurde abseits der Boom-Serie nicht wieder aufgegriffen.

### Film-Design (2020–2022)
Im Kinofilm Sonic the Hedgehog (2020) wird Dr. Eggman wieder Dr. Robotnik genannt, von Jim Carrey gespielt und hat zunächst sowohl optisch als auch charakteristisch kaum Ähnlichkeiten mit dem Original, auch weil die wichtigsten Erkennungsmerkmale Bart, Glatze und Zwicker fehlen. Dr. Robotnik ist deutlich jünger und schlanker als gewohnt, hat dichtes, schwarzes Haar und nur einen kleinen, schwarzhaarigen Schnurrbart unter der Nase. Seine Kleidung ist zu Beginn komplett in schwarz gehalten und wechselt später im Film auf typisches Rot um, außerdem trägt Dr. Robotnik dann eine Schweißerbrille auf der Stirn, die er sich auch auf die Augen zieht. In dieser Gestalt besitzt Dr. Robotnik erstmals Ohren. In der Post-Credit-Szene und im nachfolgenden Film Sonic the Hedgehog 2 (2022) sieht er seinem Videospielvorbild etwas ähnlicher, da er ab dann über seinen auffälligen, wildwachsenden Schnurrbart und seine Glatze verfügt, auch wenn weiterhin sein Zwicker fehlt. Es ist nicht bekannt, ob diese Verwandlung für einen Kontrast absichtlich herbeigeführt oder aufgrund der lauten Fankritik getätigt wurde, so wie es mit Sonics ursprünglich geplanten CGI-Design für diesen Film geschehen war.

## Charakter
Dr. Eggman tritt als technisch versierter, aber rücksichtsloser und machtbesessener Wissenschaftler auf. Seine Fähigkeiten, die unterschiedlichsten Roboter, Killermaschinen und riesige, fliegende Festungen erbauen zu können und sogar Roboter, die all dies an seiner statt erbauen können, scheinen ihn größenwahnsinnig gemacht zu haben. Da er sich der Welt und ihrer Bewohner überlegen fühlt, strebt er an, die bestehende Welt zu erobern und nach seinen Vorstellungen zu formen, was er Eggmanland oder Eggman Empire (zuvor auch Robotnikland oder Robotropolis) nennt. Dafür sucht er auch weitere Machtquellen, wie zunächst die sagenumwobenen Chaos Emeralds. Als er dafür beginnt, die Tiere von South Island innerhalb von Robotern oder Sammelkapseln gefangen zu nehmen, wird Sonic auf ihn aufmerksam und durchkreuzt seine Pläne, sammelt sogar selbst immer wieder die Chaos Emeralds, um sie vor Dr. Eggman zu bewahren. Für ihn wird Sonic zu einem unüberwindbaren Hindernis, der seine immer komplexeren Pläne vereitelt und daher auch immer ausgefeiltere Fallen stellt oder Kampfroboter baut.
Mehreren Angaben, wie im Museum von Sonic Jam (1997) zufolge wird Dr. Eggman ein IQ von 300 nachgesagt, der jedoch aufgrund von Sicherheitslücken seiner Werke, die Sonic nutzen kann, um ihn wieder zu besiegen, bezweifelt wird. Obwohl Dr. Eggman einen immer größeren Hass auf Sonic entwickelt und sich auch oft als rücksichtslos und jähzornig zeigt, so beweist er doch Fingerspitzengefühl, als er Knuckles in Sonic the Hedgehog 3 (1994) täuschen, auf seine Seite ziehen und gegen Sonic aufhetzen kann. Auch nimmt er Sonics Freunde Tails oder Amy als erkannte Schwachpunkte mehrmals gefangen. Mit der Zeit lernt er Sonics Prinzipien kennen und kann seine nächsten Schritte immer besser vorhersehen, wie den Täuschungstrick mit dem gefälschten Chaos Emerald in Sonic Adventure 2 (2001). Dort zögerte er auch nicht, Sonic in den scheinbar ausweglosen Tod zu schicken, dem Sonic folglich nur zufällig entrinnen konnte.
Mit der Zeit wird Dr. Eggman jedoch immer nahbarer und stellt sich im Ernstfall auch auf Sonics Seite, wenn er dies als notwendig betrachtet. Schon in Sonic Adventure (1998), in dem Dr. Eggman die ganze Macht der Kreatur Chaos entfalten wollte, beginnt er eben diesen Chaos zu bekämpfen, als dieser zu einer echten Bedrohung wird. Als am Ende von Sonic Adventure 2 (2001) die Rache seines Großvaters Professor Gerald Robotnik den Weltuntergang und das Ende allen Lebens, auch auf der Weltraumkolonie ARK, zufolge hätte, unterstützt Dr. Eggman Sonic und seine Freunde tatkräftig, damit Sonic und Knuckles zum Kern der ARK vordringen können und letztendlich Super Sonic und Super Shadow die Welt retten können. Dabei bleibt Dr. Eggman sogar noch im Anschluss friedlich bei den Helden und zeigt im Gespräch mit Tails Zeichen von Reue. Nachdem im Finale von Sonic Heroes (2003) der weiterentwickelte Metal Sonic völlig außer Kontrolle gerät, bringt Dr. Eggman auf der Suche nach einer Lösung zur Bekämpfung seines eigenen Roboters den entscheidenden Vorschlag. Und auch in Sonic the Hedgehog (2006) gesellt sich Dr. Eggman gegen Ende zu den Helden, nachdem Sonic von Mephiles getötet wurde und versucht, während der Trauer und Verzweiflung von Sonics Freunden, die alle entsetzt und verstummt sind, die richtigen Worte zu finden.
Infolgedessen wird Dr. Eggman nicht nur weniger ernst genommen, sondern scheint sich selbst mit seiner Rolle abzufinden. Zu Beginn von Sonic Unleashed (2008) fleht er Sonic auf Knien um Vergebung an, ab Sonic Colours (2010) beginnt er gelegentlich mit Sonic zu witzeln. Das wird ausgebaut, als Dr. Eggman in Sonic Lost World (2013) einen Großteil des Abenteuers mit Sonic und Tails reist, da die gemeinsamen Gegner die Zeti darstellen und ein fast schon kollegiales, verständnisvolles Verhältnis aufgebaut wird, auch wenn Dr. Eggman Sonic zum Schluss noch einmal in den Rücken fällt und vergeblich bekämpft. Diese Entwicklung gipfelt in den Sonic Boom-Spielen und der Serie (2014–2017), in denen die beiden nicht wie Feinde, sondern eher wie kumpelhafte Nachbarn, die sich gegenseitig necken, miteinander umgehen. Auch im Spiel Sonic Boom: Lyrics Aufstieg (2014) legt sich Dr. Eggman nie ernsthaft mit Sonic an, sondern hilft in Sonics finalen Kampf gegen Lyric sogar mit dem entscheidenden Schlag. Am Ende von Sonic Boom: Feuer & Eis (2016) fängt Sonic Dr. Eggman auf, damit dieser sich nicht verletzt und die beiden reden über Eigenbeteiligungen von Versicherungen.
Nachdem viele den viel zu albernen und nicht ernstzunehmenden Dr. Eggman kritisierten, wurde dieser in Sonic Forces (2017) so bedrohlich und bösartig wie schon lange nicht mehr dargestellt. Ähnlich wie in den TV-Serien Sonic the Hedgehog (1993–1994, auch bekannt als Sonic SatAM, in Deutschland Sonic der irre Igel) und Sonic Underground (1999) hat Dr. Eggman dort fast die komplette Welt erobert und verfolgt das Ziel, Sonic auszuschalten wieder mit aller Ernsthaftigkeit. In den Kinofilmen Sonic the Hedgehog (2020) und Sonic the Hedgehog 2 (2022) wird Dr. Eggman als Dr. Robotnik von Jim Carrey deutlich zynischer, selbstverliebter und narzisstischer dargestellt.

## Hintergrundgeschichte

### Dr. Ovi Kintobor
Kurz nach der Veröffentlichung des ersten Spiels Sonic the Hedgehog (1991) entwarf Sega of America eine Hintergrundgeschichte für die Serie ohne Abstimmung mit den Entwicklern und Schöpfern des Sonic Team in Japan. Diese Geschichte, geschrieben von Francis Mao, wurde 1991 auch als 14-seitiger Promo-Comic in den USA bildlich umgesetzt und veröffentlicht. Auch im europäischen Sonic the Comic wurde diese Vorgeschichte abgebildet.
Demnach gelangte Sonic zufällig ins Labor des gutartigen, hochangesehenen, schrulligen, dürren und allein lebenden „Dr. Ovi Kintobor“ (Dr. Ivo Robotnik rückwärts gelesen), der für das Wohle der Menschheit forschte. Die beiden freundeten sich über einen längeren Zeitraum hinweg an und Sonic lernte viel über Maschinen und Technik und half bei Experimenten. Dr. Ovi Kintobor war auch im Besitz von sechs Chaos Emeralds, die voller negativer Energie steckten. Nur mit dem siebten und letzten Chaos Emerald in grauer Farbe sollte es Dr. Ovi Kintobor möglich sein, die böse Macht mit einer seiner Maschinen, der RQBF, zu neutralisieren. Eines Tages, als beide vertieft in ihre Forschungen vergessen hatten einzukaufen, hatten sie nur noch ein faules Ei zum Essen zur Verfügung, mit dem Dr. Ovi Kintobor in der einen Hand über ein Kabel in seinem Labor stolperte und sich mit der anderen Hand auf die Schaltfläche des RQBF reflexartig abstützte und damit alle negative Energie auf ihn übertragen wurde. Dieser nahm aufgrund des faulen Ei dessen Körperform an und auch die böse Energie der Chaos Emeralds, die anschließend nur noch positive Energie beinhalten sollten, in sich auf. Auf seiner Visitenkarte wechselten die Buchstaben ihre Positionen und formten nun den Namen Dr. Ivo Robotnik. Sonic ergriff die Flucht, kurz darauf nahmen die Ereignisse des ersten Spiels ihren Lauf.
Im europäischen Sonic the Comic wird die Hintergrundgeschichte nicht nur erneut abgebildet, sondern weitererzählt. So stellt sich heraus, dass Dr. Ovi Kintobor vor seiner Verwandlung sein Wissen und seine Persönlichkeit in einem Computer einspeiste, um so, selbst wenn er nicht mehr am Leben sein sollte, als Hologramm mit authentischer und identisch agierender KI immer noch Sonic beistehen zu können (dieselbe Vorgehensweise wurde später in der Metroid-Spieleserie mit dem Charakter Adam Malkovich wiederverwendet). So steht Dr. Ovi Kintobors Hologramm in Sonic the Comic in Sonics Geheimbasis den Widerstandskämpfern auch noch weiterhin zur Seite und hilft mit technischen Details im Kampf gegen sein eigenes, bösartiges Gegenstück Dr. Ivo Robotnik, dessen Pläne und nächste Schritte niemand besser voraussehen kann als er.
Auf Segas Drängen hin sollten die Entwickler in Japan diese Geschichte tolerieren. Das einzige, was sie übernahmen, war die Unterscheidung der positiven und negativen Energie der Chaos Emeralds und der graue, siebte Chaos Emerald, den es im ersten Spiel noch nicht gab, aber ab Sonic the Hedgehog 2 (1992) eingeführt wurde. Die nun ausschließlich positiv geladene Energie, da Dr. Ovi Kintobor zuvor alle negative Energie absorbierte, ermöglichte Sonic die Verwandlung zu Super Sonic. Ein weiteres Mal absorbierte die Kreatur Chaos in Sonic Adventure (1998) ausschließlich die negative Energie der Chaos Emeralds, sodass Sonic direkt darauf mit der positiven Energie zu Super Sonic werden und Chaos bekämpfen konnte. Doch spätestens, als sich diese Vorgeschichte mit den Hintergründen von Dr. Eggmans Familie in Sonic Adventure 2 (2001) biss, wurde Dr. Ovi Kintobors Geschichte nicht mehr als Kanon angesehen.

### Familie Robotnik
Über Dr. Eggmans Leben, dessen eigentlicher Name Dr. Ivo Robotnik lautet, ist nicht viel bekannt. Laut einer Konzeptzeichnung für Sonic the Hedgehog CD (1993) soll er im Jahre 1931 geboren sein, was aber nie bestätigt wurde. In Sonic Adventure 2 (2001) findet er das elektronische Tagebuch seines Großvaters, welches mit den Ereignissen im Spiel mehr über seine Familie verrät. So war bereits sein Großvater Professor Gerald Robotnik ein sehr intelligenter, anerkannter Wissenschaftler, der in seiner selbst erbauten Weltraumkolonie ARK im Orbit des Planeten lebte und dort seine Forschungen vorantrieb. Er wird als alter Mann mit weißen Kittel und grauen Schnauzbart, der dieselbe Form wie Dr. Eggmans Bart hat, dargestellt. Ebenfalls dort lebte dessen Enkelin Maria Robotnik, die Cousine von Dr. Eggman: Eine junge Frau in hellblauen Kleid mit langen, blonden Haaren. Diese litt an einer Krankheit namens Neuro-Immune Deficiency Syndrome, kurz NIDS, für die Professor Gerald Robotnik nach einem Heilmittel forschte. Dabei erschuf dieser auf der Suche nach der „ultimativen Lebensform“ erst den Biolizard und dann Shadow the Hedgehog, der Maria fortan als treuer Freund loyal zur Seite stand. Für die Erschaffung Shadows ging Professor Gerald Robotnik einen Handel mit dem Außerirdischen Black Doom ein, mit dessen Blut Shadow geschaffen werden konnte. Professor Gerald Robotniks Hoffnung war es, damit den Schlüssel zu ewigen Leben zu erlangen und dies als Gegenmittel für Marias NIDS zu nutzen. Doch er traute Black Doom nicht gänzlich und schuf auch die Eclipse Cannon, um notfalls Black Dooms Heimatplaneten Black Comet zerstören zu können.
50 Jahre vor den Ereignissen in Sonic Adventure 2 stürmt das Militär des Präsidenten die Weltraumkolonie ARK, weil gerüchteweise illegale Forschungen betrieben werden und die unbekannten Verhandlungen mit Black Doom den Präsidenten verunsicherten. Im Trubel dieses Angriffs erschießt ein Soldat Maria Robotnik übereilig, nachdem sie Shadow in einer Kapsel in Sicherheit bringen konnte, in Sorge, die Soldaten könnten ihm etwas antun. Tatsächlich bringt das Militär Shadow anschließend in eine geheime Basis. Doch Professor Gerald Robotnik wird nach Marias Tod immer verrückter und verliert den Verstand. Voller Hass und Rachegelüste beschließt er, den Weltuntergang herbeizuführen, brauche dafür aber die sieben Chaos Emeralds in der Konsole der ARK. Er bereitet auch ein Video vor, welches weltweit ausgestrahlt wird, sobald dieser Moment gekommen ist. Da dann die ARK mit solcher Wucht auf der Erde einstürzen soll, dass nirgendwo menschliches Leben mehr möglich ist. Doch bevor er die Chaos Emeralds bekommen kann, wird Professor Gerald Robotnik verhaftet, schwört im Gefängnis Rache und stirbt in Gefangenschaft.
Die Ereignisse in Sonic Adventure 2 nehmen ihren Lauf, als Dr. Eggman durch das Tagebuch seines Großvaters von der ultimativen Lebensform Shadow erfährt und ihn mit dem Passwort „Maria“ aus seiner Gefangenschaft in der Militärbasis befreit. Letztendlich schafft es Dr. Eggman, die sieben Chaos Emeralds in der Konsole der ARK zu vereinen, da er dachte, dass diese nur zur Nutzung der Eclipse Cannon nötig seien, sah aber nicht kommen, dass Professor Gerald Robotniks geplanter Weltuntergang Jahrzehnte nach seinem Tod doch noch eingeleitet und sein Rachevideo weltweit ausgestrahlt wird. Dr. Eggman hilft Sonic und seinen Freunden, dies zu verhindern. Dr. Eggman schien von der ARK und seiner Cousine Maria gewusst zu haben, scheint aber selbst keine Bindung zu besitzen. Während des Abspanns in Sonic Adventure 2 erklärt er aber im Gespräch mit Tails, dass er seinen Großvater immer sehr bewundert habe und nicht glauben kann, dass er so wahnsinnig gewesen sei.
Im Spiel Shadow the Hedgehog (2005) kehrt Black Doom zurück, besteht auf Professor Gerald Robotniks Versprechen und greift deswegen die Menschen an. Es ist Shadow, der Black Doom besiegt und seinen Heimatplaneten Black Comet mit der Eclipse Cannon vernichtet, so wie es Professor Gerald Robotnik geplant hatte.

## Kreationen

### Egg Mobile
Das Egg Mobile ist Dr. Eggmans fliegender Untersatz, mit dem er sich die meiste Zeit fortbewegt. Diese runde Vorrichtung mit metallischen Außenwänden und einem Pilotensitz, in dem er selbst gerade genug Platz findet, taucht bereits im ersten Sonic the Hedgehog (1991) auf. Dort und in den folgenden Spielen modifiziert Dr. Eggman das Egg Mobile immer wieder, um Sonic auf verschiedene Weisen zu bekämpfen. Wenn Sonic dem Egg Mobile genug Schaden zugefügt hat, wird es durch Explosionen schwer beschädigt, woraufhin Dr. Eggman oft nur noch schnell davonfliegt. Auch in neueren Revisionen wie Sonic Adventure (1998) oder Sonic the Hedgehog (2006) nutzt Dr. Eggman das Egg Mobile durchgehend als eine Art Markenzeichen. In Sonic Unleashed (2008) sieht man bei mehreren Kamerafahrten ein Sega Dreamcast im Fußraum des Egg Mobile. Auch für Rennspiele wie Sonic & Sega All-Stars Racing (2010) und Nachfolger baut Dr. Eggman sein Egg Mobile dementsprechend um und es ist auch in den neusten Videospielen und Kinofilmen fester Bestandteil des Wissenschaftlers.

### Death Egg
In Sonic the Hedgehog 2 (1992) folgt Sonic Dr. Eggman in den Orbit des Planeten, wo er eine Geheimbasis namens Death Egg gebaut hat, welches namentlich und optisch sehr offensichtlich vom Todesstern aus Star Wars inspiriert ist. Dort bekämpft Sonic Mecha Sonic und den Death Egg Robot, ehe das Death Egg explodiert und abstürzt. Wie sich in Sonic the Hedgehog 3 (1994) herausstellt, stürzte das Death Egg auf der schwebenden Insel Angel Island ab und wird daher von Sonic und Tails aufgesucht. Dort versucht Dr. Eggman das Death Egg zu reparieren, muss jedoch aufgrund Sonics Eintreffen vorzeitig wieder abheben. Nach Sonics Sieg gegen Dr. Eggmans Big Arm stürzt das Death Egg zu Beginn von Sonic & Knuckles (1994) in den Vulkanschlot von Angel Island. Dort kann Dr. Eggman die letzten Reparaturen tätigen und mit der Kraft des Master Emerald als Batterie erfolgreich mit dem Death Egg zurück in den Weltraum abheben, doch Sonic folgt ihm abermals, zerstört auch einen gigantischen Death Egg Robot und nach Entwendung des Master Emeralds fällt das Death Egg endgültig auseinander.
Mit einer Rakete gelangen die Helden in Sonic the Fighters (1996) in den Weltraum zum neu erbauten Death Egg II, um dort Metal Sonic und Dr. Eggman zu besiegen, woraufhin das Death Egg II explodiert und zerstört wird. Durch Zeitreisen kommt es in Sonic Generations (2011) wieder zu einem Kampf gegen den Death Egg Robot auf dem ersten Death Egg. In Sonic the Hedgehog 4: Episode II (2012) hat Dr. Eggman ein neues Death Egg, welches erneut den Namen Death Egg II trägt, um den Little Planet (zuvor bekannt aus Sonic the Hedgehog CD (1993)) herumgebaut. Zwar wird Dr. Eggman besiegt, dieses dritte Death Egg aber nicht zerstört. In Sonic Forces (2017) wird Sonic auf dem Death Egg festgehalten, kann aber entkommen. Auch patrouillieren ganze Scharen von Death Egg Robots auf dem zeitweise von Dr. Eggman eroberten Planeten.

### Egg Carrier
Während der Handlungen von Sonic Adventure (1998) präsentiert Dr. Eggman stolz sein Egg Carrier, ein riesiges, fliegendes Luftschiff, welches er als Meisterwerk bezeichnet. Damit kann er attackieren, hat sich mit Schlafzimmer, Hobbyzimmer, Swimming Pool und weiteren Einrichtungen aber auch nach seinen Belieben eingerichtet. Er kreiert die E-Roboter als Crew des Egg Carrier, welches im Spiel eine der drei großen, erkundbaren Oberwelten darstellt. Nachdem das Egg Carrier abgestürzt ist, kann es auf dem Meer schwimmend auch weiterhin erkundet werden. Nachdem Perfect Chaos die Stadt Station Square überflutet hat, erscheint Dr. Eggman mit einem identischen Egg Carrier II, womit er Perfect Chaos attackiert, aber dieses wird schnell von Perfect Chaos zerstört. In folgenden Spielen wie Sonic Heroes (2003) oder Sonic Unleashed (2008) verfügt Dr. Eggman über noch größere und imposantere Luftschiffe und -flotten, offensichtlich basierend auf dem Egg Carrier.

### Badniks
Diese Roboter sind die normalen Gegner seit dem ersten Sonic the Hedgehog (1991) und tauchen in unzähligen verschiedenen Formen auf. Dabei nutzen sie kleine Tierchen als Energiequelle, die folglich in den Robotern gefangen sind. Für das Zerstören eines Badniks und das Befreien des innenliegenden Tierchens reicht oft schon eine gezielte Spin Attack von Sonic oder seinen Freunden. Zu den bekanntesten Badniks zählen beispielsweise die bienenartigen, kugelschießenden Buzz Bomber, die käferähnlichen Moto Bugs, die Krabben-Roboter namens Crabmeat, die raupenähnlichen Caterkiller oder die fischförmigen Piranha-Roboter Chopper, die alle im ersten Spiel bereits zu sehen sind und in unregelmäßigen Abständen immer wieder auftreten, aber auch die EggRobos, die in Sonic & Knuckles (1994) debütieren und mehrere von ihnen in Sonic Mania (2017) durch die Macht des Phantom Ruby zu den Hard Boiled Heavies mit ihrem Anführer Heavy King werden, mit denen es Sonic und seine Freunde aufnehmen müssen.

### Metal Sonic
Mehrfach bezeichnet Dr. Eggman Metal Sonic als seine größte Kreation. Er wurde nach Sonics Ebenbild geschaffen und besteht aus größtenteils dunkelblauen, glattem Metall und vielen spitzen Stacheln, zudem erhielt er ein eigenes Bewusstsein. Metal Sonic tritt erstmals in Sonic the Hedgehog CD (1993) auf und entführt dort Amy Rose, um Sonic zu ihm zu locken. In der Stardust Speedway Zone kommt es schließlich zum Kampf und Wettrennen, in dem Metal Sonic unterliegt und beschädigt zurückbleibt. In Sonic the Hedgehog 4: Episode II (2012) findet Dr. Eggman den deaktivierten Metal Sonic in der Stardust Speedway Zone nach einiger Zeit wieder, kann ihn wieder einschalten und zu sich in seine Geheimbasis lotsen. Dort wird Metal Sonic repariert und muss kurz darauf in der White Park Zone und an Bord des Death Egg II erneut Niederlagen gegen Sonic einstecken. In Sonic Adventure (1998) ist Metal Sonic in Dr. Eggmans Geheimbasis zu sehen, wie er offensichtlich repariert wird. Bis auf die Sega-Dreamcast-Version ist Metal Sonic in diesem Spiel ein freispielbarer Charakter, wenn auch ohne Story, ebenso ist er ein wählbarer Charakter im Mehrspielermodus von Sonic Adventure 2 Battle (2001).
Im Finale von Sonic Heroes (2003) stellt sich heraus, dass Metal Sonic hinter den Ereignissen in diesem Spiel steckt und sogar Dr. Eggman in einem Verlies einsperrte, damit Metal Sonic sich als Dr. Eggman-Kopie ausgeben konnte. Er kopierte die Daten der Helden und früherer Widersacher, um sich erst zu Neo Metal Sonic, dann Metal Madness und schließlich zu Metal Overlord zu verwandeln, wird aber von Super Sonic, Tails und Knuckles besiegt, ehe er sich in seine ursprüngliche Form zurückverwandelt und Sonic fragt, warum er ihn einfach nicht besiegen könne. In Sonic Generations (2011) kommt es zum erneuten Kampf gegen Metal Sonic, in Sonic Boom: Lyrics Aufstieg (2014) wechselt Metal Sonic die Seiten und kämpft kurzzeitig für Lyric, während er in Sonic Forces (2017) zu den unzählig kopierten Gegnern zusammen mit Shadow, Chaos und Zavok gehört. Für das Remaster Sonic Colours: Ultimate (2021) wurden Rivalenrennen gegen Metal Sonic in das Spiel eingefügt, die im Originalspiel noch nicht gab.

### Mecha Sonic
An Bord des Death Egg in Sonic the Hedgehog 2 (1992) trifft Sonic auf ein Roboter-Abbild von sich selbst, bei dem es sich nicht um Metal Sonic, sondern um Mecha Sonic handelt. Dieser besteht aus matten, grauen Metall und rotiert wie eine Kettensäge mit seinen Stacheln. In Sonic & Knuckles (1994) treffen die Helden in der Sky Sanctuary Zone auf Mecha Sonic mkII, der Metal Sonic aufgrund seines dunkelblauen Metalls zwar ähnlicher sieht, aber wohl eine verbesserte Version von Mecha Sonic mit rotem Visier darstellt. Erlebt man das Spiel als Knuckles, kommt es im finalen Kampf gegen Mecha Sonic mkII dazu, dass sich dieser mit der absorbierten Macht des Master Emerald für wenige Sekunden in Super Mecha Sonic verwandeln kann und das dann auch ständig wiederholt, bis er von Knuckles besiegt wird. Erneut modifiziert, aber in deaktivierter Form ist Mecha Sonic in Dr. Eggmans Geheimbasis in Sonic Adventure (1998) zu sehen, taucht in dieser Form aber nicht mehr auf. Stattdessen steht er in seiner ersten Form von Sonic the Hedgehog 2 in Lego Dimensions (2015) Dr. Eggman im Kampf gegen Sonic bei.

### Silver Sonic
Ein dritter Sonic-Roboter ist Silver Sonic gegen Ende von Sonic the Hedgehog 2 (8-Bit) (1992), der deutlich kleiner und instabiler wirkt. Er besteht aus silbernem, glatten Metall, blauen Armen sowie Beinen und besitzt nur kleine Greifarme als Hände. Silver Sonic taucht Jahre später in einem Sonic-Comic von Archie Comics und auch bei einem Kampf gegen Metal Sonic in Sonic Mania (2017) wieder auf.

### E-Roboter
In Sonic Adventure (1998) erbaut Dr. Eggman nach E-100 Alpha, auch bekannt als Zero, der Amy durchgehend verfolgt, die erste E-Serie als Crew für sein Egg Carrier: E-101 Beta, E-102 Gamma, E-103 Delta, E-104 Epsilon und E-105 Zeta. Der Roboter E-102 Gamma ist einer der sechs spielbaren Charaktere des Spiels, aus dessen Sicht die Handlung erlebt werden kann. Demnach siegt E-102 Gamma in einem Kampf gegen „seinen älteren Bruder“ E-101 Beta, der daraufhin modifiziert wird. Als die übrigen vier Roboter den Auftrag bekommen, den Frosch Froggy zu finden, gelingt dies nur E-102 Gamma, die anderen sollen aus Dr. Eggmans Augen verschwinden. Da die E-Roboter wie Badniks inneliegende Tierchen als Energiequelle nutzen, ist E-102 Gamma verwirrt, als er den Vogel Birdie in Amys Begleitung trifft, da es dabei um das Kind des Vogels in seinem eigenen Inneren handelt, was er auf irgendeine Weise wahrnimmt. E-102 Gamma beschließt daher, Dr. Eggmans Befehle nicht mehr zu befolgen, befreit Amy und spürt E-103 Delta, E-104 Epsilon und E-105 Zeta auf, um sie zu vernichten, um die in ihnen gefangenen Tierchen zu befreien. Am Ende kommt es zu einem Showdown von E-102 Gamma gegen den verbesserten E-101 Beta mkII, in dem sich beide gegenseitig zerstören und so am Ende beide Eltern von Birdie freigeben.
Nachdem Dr. Eggman E-102 Gamma als den Stärksten seiner Art erkannte, wurde dieser unter dem Namen E-1000 mit zwei statt nur einem Kanonenarm in Massenproduktion gegeben, der mehrfach in Sonic Adventure 2 (2001) als einfacher Gegner auftaucht. Weitere Gamma-Modifikationen sind Chaos Gamma und Guard Robo in Sonic Battle (2003), in dem auch E-121 Phi auftritt, der von Dr. Eggman nach Vorbild des 4.000 Jahre alten Roboters Emerl erbaut wurde. In Sonic Heroes (2003) tritt erstmals E-123 Omega auf und formt mit Shadow und Rouge Team Dark, die unter anderem auf Gegner namens E-2000 und E-2000R treffen. Im Gegensatz zum labil auftretenden, gefühlsgeleiteten E-102 Gamma wirkt E-123 Omega wie eine gefühlskalte Killermaschine. Neben einigen Nebenauftritten sorgt E-123 Omega auch für Plottwists in den Handlungen von Sonic the Hedgehog (2006) und Sonic Forces (2017), wo er den Helden beisteht. In Sonic Riders (2006) und Sonic Free Riders (2010) tauchen insgesamt zehn verschiedenfarbige Variationen eines E-10000 auf, die wie die Hauptcharaktere auf den Extreme Gears an den Rennen teilnehmen.

### G-merl
Nach E-121 Phi in Sonic Battle (2003) erbaut Dr. Eggman in Sonic Advance 3 (2004) einen weiteren Roboter, der auf den 4.000 Jahre alten Emerl basiert, diesmal mit dem Namen G-merl. G-merl stellt sich Sonic und seinen Freunden mehrfach in den Weg, wird jedoch immer besiegt. Am Ende stiehlt er die Chaos Emeralds und verwandelt sich zu Ultimate G-merl, der nur von Super Sonic und Dr. Eggman im Team bezwungen werden kann. Im Anschluss programmiert Tails G-merl um, der fortan bei Cream und Vanilla lebt.

### Scratch, Grounder, Coconuts
In der TV-Serie The Adventures of Sonic the Hedgehog (1993) die hierzulande den ersten Teil von Sonic der irre Igel darstellt, stellen die tollpatschigen und unfähigen Roboter Scratch und Grounder in den Gestalten eines humanoiden Hahns und eines Grabroboters auf planierraupenartigen Ketten die treuen Lakaien von Dr. Robotnik dar, die immerzu vergeblich versuchen, Sonic auszuschalten, dafür Dr. Robotnik aber stets auf die Palme bringen. Gelegentlich kommt Coconuts, der vorlaute Affenroboter mit der Glühbirne auf dem Kopf hinzu, der eine Rivalität zu Scratch und Grounder pflegt. Zumeist beschäftigt Dr. Robotnik ihn als Kloputzer, erst wenn Coconuts aufgrund kleinerer Erfolge, beispielsweise guter Ideen zur Bekämpfung von Sonic befördert wird, müssen Scratch und Grounder stattdessen die Toiletten reinigen. Zumeist sorgt dann Coconuts aber auch selbst dafür, dass er in der Gunst von Dr. Robotnik wieder sinkt und die Rollen wieder getauscht werden. Diese und weitere Roboter der Serie treten auch in Dr. Robotnik’s Mean Bean Machine (1993) auf.

### Orbot & Cubot
Nachdem Dr. Eggman in Sonic Unleashed (2008) von einem runden, silbernen Roboter namens SA-55 umgeben war, so weicht ihm seit Sonic Colours (2010) der bis auf die rote Farbe mit SA-55 identische Orbot und sein Gegenstück, der gelbfarbige, würfelförmige Cubot nicht mehr von der Seite und sie stehen Dr. Eggman auch in Sonic Lost World (2013), in der TV-Serie Sonic Boom (2014–2017) und Sonic Forces (2017) bei. Ihr Slapstick-Humor, dass sie Dr. Eggman regelmäßig verärgern und ihr Ergänzen sowie Zusammenspiel erinnert stark an die früheren Scratch und Grounder in moderner Form. So wie Scratch stellt Orbot den etwas klügeren, teils faulen Part dar, während Cubot wie Grounder sehr sorglos, naiv und dümmlich schneller in Fettnäpfchen tritt. Zudem wechselt Cubot immer wieder zwischen verschiedenen Sprachchips, die sich teils von selbst umstellen, sodass er auch beispielsweise mit Cowboy-Akzent oder im Seemannsjargon spricht.

## Synchronsprecher

### Japanische Synchronisation
Dr. Eggmans erste Synchronstimme überhaupt war Masaharu Sato in den Arcade-Spielen Waku Waku Sonic Patrol Car (1991), Sega Sonic Cosmo Fighter Galaxy Patrol (1993) und SegaSonic the Hedgehog (1993), welche nur mit japanischer Sprachausgabe veröffentlicht wurden. In den amerikanischen TV-Serien The Adventures of Sonic the Hedgehog und Sonic the Hedgehog, welche von 1994 bis 1996 in Japan ausgestrahlt wurden, übernahm Kazuhiko Inoue die Rolle des Dr. Eggman. Im Sonic the Hedgehog (OVA) (1996) wurde Dr. Eggman von Jumpei Takiguchi gesprochen.
Ab Sonic Adventure (1998) wurde der 1929 geborene, in Japan sehr bekannte Synchronsprecher Chikao Ōtsuka der Stammsprecher von Dr. Eggman und blieb seiner Rolle bis zu seinem Tode im Jahre 2015 treu, darunter in Spielen wie Sonic Adventure 2 (2001), Sonic Heroes (2003), Sonic the Hedgehog (2006), Sonic Unleashed (2008), Sonic Colours (2010), Sonic Generations (2011), Sonic Lost World (2013) und zuletzt in Sonic Boom: Lyrics Aufstieg (2014, Sonic Toon: Ancient Treasure in Japan). Aufgrund seines Todes wurde die geplante, japanische Synchronisation der TV-Serie Sonic Boom (2014–2017) vorerst nicht umgesetzt.
Der neue, japanische Sprecher für Dr. Eggman wurde der 1963 geborene Kōtarō Nakamura und debütierte mit seiner Rolle in Mario & Sonic bei den Olympischen Spielen Rio 2016 (2016). Daraufhin begannen die Synchronarbeiten für die komplette TV-Serie Sonic Boom, die 2017 schließlich in Japan ausgestrahlt wurde. Bis heute ist Kōtarō Nakamura der aktuelle, japanische Stammsprecher in den Videospielen, zuletzt mitunter in Sonic Forces (2017) und Team Sonic Racing (2019). In Sonic Colours: Ultimate (2021) wurden die 2010 aufgenommenen Sprachaufnahmen von Chikao Ōtsuka wiederverwendet. In den Kinofilmen Sonic the Hedgehog (2020), Sonic the Hedgehog 2 (2022) und Sonic the Hedgehog 3 (2024) wurde Jim Carreys Dr. Robotnik im Japanischen von Kōichi Yamadera gesprochen. Im darauffolgenden Sonic Frontiers (2022), in der Netflix-Serie Sonic Prime (2022–2024) und in Sonic X Shadow Generations (2024) übernahm erneut Kōtarō Nakamura.
| Japanische Synchronsprecher von Dr. Eggman | Japanische Synchronsprecher von Dr. Eggman | Japanische Synchronsprecher von Dr. Eggman           | Japanische Synchronsprecher von Dr. Eggman |
| Zeitraum                                   | Synchronsprecher                           | Erstmals                                             | Letztmals                                  |
| ------------------------------------------ | ------------------------------------------ | ---------------------------------------------------- | ------------------------------------------ |
| 1991–1993                                  | Masaharu Sato                              | Waku Waku Sonic Patrol Car (1991)                    | SegaSonic the Hedgehog (1993)              |
| 1994–1996                                  | Kazuhiko Inoue                             | The Adventures of Sonic the Hedgehog (1993–1996)     | Sonic SatAM (1993–1994)                    |
| 1996                                       | Jumpei Takiguchi                           | Sonic the Hedgehog (OVA) (1996)                      | Sonic the Hedgehog (OVA) (1996)            |
| 1998–2014                                  | Chikao Ōtsuka                              | Sonic Adventure (1998)                               | Sonic Toon: Ancient Treasure (2014)        |
| seit 2016 bis heute                        | Kōtarō Nakamura                            | Mario & Sonic bei den Olymp. Spielen Rio 2016 (2016) | Sonic X Shadow Generations (2024)          |
| seit 2020 bis heute                        | Kōichi Yamadera                            | Sonic the Hedgehog (2020)                            | Sonic the Hedgehog 3 (2024)                |

### Englische Synchronisation

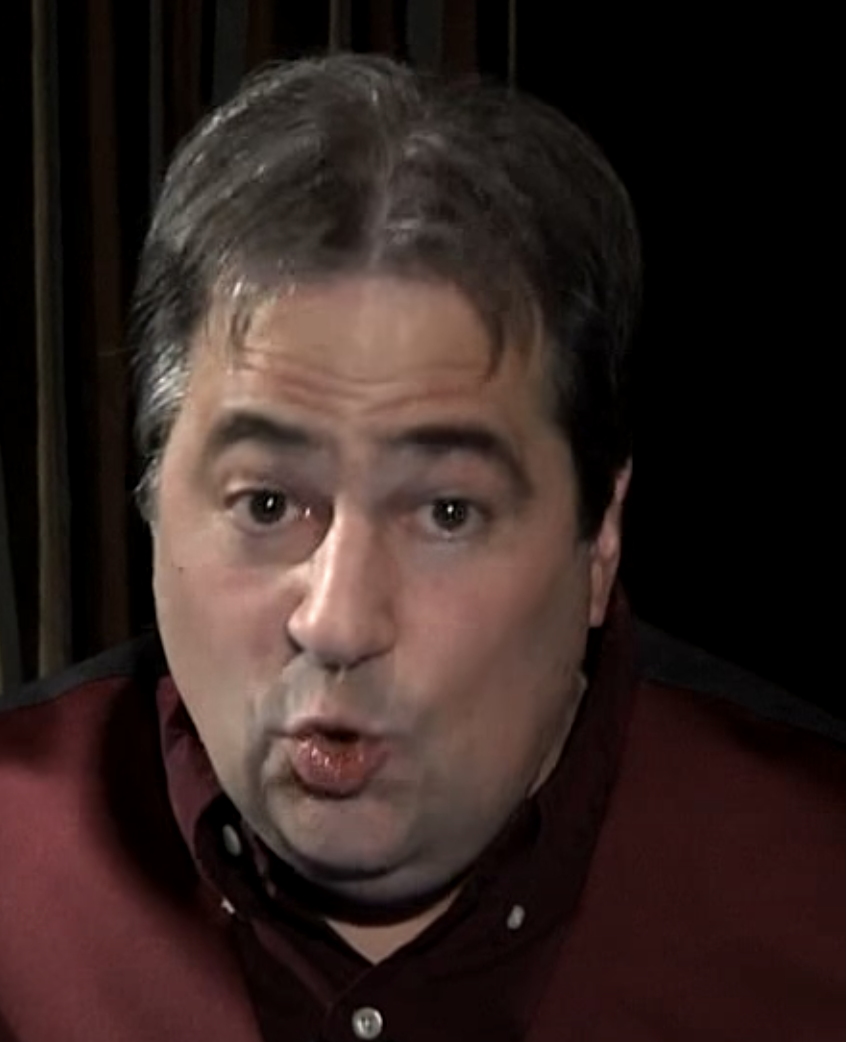
Mike Pollock, Dr. Eggmans englische Synchronstimme seit 2003.

Wurde Dr. Robotnik in der unveröffentlichten Pilotfolge der TV-Serie The Adventures of Sonic the Hedgehog noch von Jim Cummings gesprochen, so übernahm für die Erstveröffentlichung der Serie im Jahre 1993 Long John Baldry, während es bei Sonic the Hedgehog (1993–1994) wieder Jim Cummings war. Für die letzte Folge The Adventures of Sonic the Hedgehog namens Sonic Christmas Blast, die im Jahre 1996 folgte, kehrte dann wieder Long John Baldry zurück in die Rolle des Dr. Robotnik. Die 1996 in Japan erstveröffentlichte Sonic the Hedgehog (OVA) (1996) wurde 1999 ins englische übersetzt, dort wurde Dr. Eggman von Edwin Neal synchronisiert. Für die TV-Serie Sonic Underground (1999) lieh Garry Chalk dem bösen Wissenschaftler seine Stimme.
In Sonic Adventure (1999 außerhalb Japans) wurde mit Deem Bristow der dritte Synchronsprecher für Dr. Eggman auf Englisch innerhalb des Jahres 1999 verpflichtet, dieser blieb der Serie jedoch auch in Folgespielen, darunter Sonic Adventure 2 (2001) und Sonic Heroes (2003) erhalten, doch für die TV-Serie Sonic X (2003–2005) wurde ein neuer Charaktercast zusammengestellt, sodass Dr. Eggman im Jahre 2003 erstmals von Mike Pollock synchronisiert wurde.
Nachdem Deem Bristow im Jahre 2005 verstorben war, übernahm Mike Pollock seine Rolle auch in den Videospielen, beginnend mit Sonic Rush (2005) und Shadow the Hedgehog (2005), gefolgt von weiteren Sonic-Spielen, wie beispielsweise Sonic the Hedgehog (2006) und Sonic Unleashed (2008). Im Jahre 2010 sollte der gesamte, englischsprachige Charaktercast der Sonic-Serie erneut ausgetauscht werden, was bis auf die Ausnahme von Mike Pollock als Dr. Eggman geschah. Pollock synchronisierte Dr. Eggman auch in allen folgenden Sonic-Spielen und weiteren Medien, darunter in Sonic Colours (2010), Sonic Generations (2011), Sonic Lost World (2013), Sonic Boom: Lyrics Aufstieg (2014), Sonic Boom (2014–2017), Sonic Forces (2017) oder Sonic Frontiers (2022). In den Kinofilmen Sonic the Hedgehog (2020), Sonic the Hedgehog 2 (2022) und Sonic the Hedgehog 3 (2024) wurde Dr. Robotnik von Jim Carrey gespielt. In der Netflix-Serie Sonic Prime (2022–2024) wird Dr. Eggman von Brian Drummond gesprochen, der in Sonic Underground (1999) bereits Knuckles the Echidna seine Stimme lieh, für Sonic X Shadow Generations (2024) übernahm wieder Mike Pollock.
| Englische Synchronsprecher von Dr. Eggman | Englische Synchronsprecher von Dr. Eggman | Englische Synchronsprecher von Dr. Eggman         | Englische Synchronsprecher von Dr. Eggman        |
| Zeitraum                                  | Synchronsprecher                          | Erstmals                                          | Letztmals                                        |
| ----------------------------------------- | ----------------------------------------- | ------------------------------------------------- | ------------------------------------------------ |
| 1993–1994                                 | Jim Cummings                              | The Adventures of Sonic the Hedgehog (Pilotfolge) | Sonic SatAM (1993–1994)                          |
| 1993–1996                                 | Long John Baldry                          | The Adventures of Sonic the Hedgehog (1993–1996)  | The Adventures of Sonic the Hedgehog (1993–1996) |
| 1999                                      | Garry Chalk                               | Sonic Underground (1999)                          | Sonic Underground (1999)                         |
| 1999                                      | Edwin Neal                                | Sonic the Hedgehog (OVA) (1996)                   | Sonic the Hedgehog (OVA) (1996)                  |
| 1999–2004                                 | Deem Bristow                              | Sonic Adventure (1998)                            | Sonic Advance 3 (2004)                           |
| 2022–2024                                 | Brian Drummond                            | Sonic Prime (2022–2024)                           | Sonic Prime (2022–2024)                          |
| seit 2003 bis heute                       | Mike Pollock                              | Sonic X (2003–2005)                               | Sonic X Shadow Generations (2024)                |
| seit 2020 bis heute                       | Jim Carrey                                | Sonic the Hedgehog (2020)                         | Sonic the Hedgehog 3 (2024)                      |

### Deutsche Synchronisation
In der 1995 bis 1996 auf Deutsch synchronisierten TV-Serie Sonic der irre Igel, welche die Serien The Adventures of Sonic the Hedgehog (1993) und Sonic the Hedgehog (1993–1994, auch bekannt als Sonic SatAM) in Deutschland zu einer Serie zusammenfasste, war der 1936 geborene, ehemalige Tagesschausprecher Joachim Pukaß die erste, deutsche Stimme von Dr. Robotnik. Dieser zählte zu den international bestgelebtesten Verkörperungen des verrückten Wissenschaftlers und blieb mit seiner markanten Stimme und seiner immer kräftig gebrüllten Punchline „Ich hasse diesen I-gel!“ im Ohr der Zuschauer. Für Sonic Underground (1999, deutsche Synchronisation 2001) sprach Jürgen Kluckert die Rolle des Dr. Robotnik, der 2022 in der Netflix-Serie Sonic Prime als Sprecher von Dr. Done It, einer gealterten Version von Dr. Eggman, gewissermaßen in seine Rolle zurückkehrte.
In der TV-Serie Sonic X (2003–2005, deutsche Synchronisation 2004–2006) wurde Dr. Eggman erstmals von Hartmut Neugebauer gesprochen. Als ab 2011 erstmals Sonic-Videospiele auch deutsche Sprachausgabe erhielten, wurde Hartmut Neugebauer auch weiterhin als Dr. Eggmans Stimme eingesetzt, darunter in Sonic Generations (2011), Sonic Lost World (2013), Sonic Boom: Lyrics Aufstieg (2014) und Sonic Forces (2017). Als letzteres Spiel am 7. November 2017 erschien, war Hartmut Neugebauer bereits seit dem 22. Juni 2017 verstorben. Er konnte zwar zuvor alle Synchronarbeiten für Sonic Forces abschließen, fiel dabei jedoch mit ungewöhnlich schwacher und gebrechlicher Stimme auf. Jahre später wurden frühere Sprachaufnahmen von Hartmut Neugebauer nochmals für Mario & Sonic bei den Olympischen Spielen Tokyo 2020 (2019) wiederverwendet.
Für die TV-Serie Sonic Boom (2014–2017) hatte Hartmut Neugebauer aufgrund des größeren Arbeitsaufwandes zu Beginn der deutschen Synchronisationen im Jahre 2016 abgelehnt, sodass dort erstmals der 1974 geborene Johannes Oliver Hamm den deutschen Dr. Eggman sprach. Nachdem Hartmut Neugebauer im Jahr darauf verstorben war, übernahm Johannes Oliver Hamm auch die Videospielauftritte von Dr. Eggman, bisher in Team Sonic Racing (2019), Sonic Colours: Ultimate (2021) und Sonic Frontiers (2022). In den Kinofilmen Sonic the Hedgehog (2020), Sonic the Hedgehog 2 (2022) und Sonic the Hedgehog 3 (2024) wurde Dr. Robotnik von Jim Carreys deutscher Stammstimme Stefan Fredrich synchronisiert. In der Netflix-Serie Sonic Prime (2022–2024) war es Steven Merting, für Sonic X Shadow Generations (2024) kehrte Johannes Oliver Hamm zurück.
| Deutsche Synchronsprecher von Dr. Eggman | Deutsche Synchronsprecher von Dr. Eggman | Deutsche Synchronsprecher von Dr. Eggman | Deutsche Synchronsprecher von Dr. Eggman                    |
| Zeitraum                                 | Synchronsprecher                         | Erstmals                                 | Letztmals                                                   |
| ---------------------------------------- | ---------------------------------------- | ---------------------------------------- | ----------------------------------------------------------- |
| 1995–1996                                | Joachim Pukaß                            | Sonic der irre Igel (1993–1996)          | Sonic SatAM (1993–1994)                                     |
| 2001                                     | Jürgen Kluckert                          | Sonic Underground (1999)                 | Sonic Underground (1999)                                    |
| 2004–2019                                | Hartmut Neugebauer                       | Sonic X (2003–2005)                      | Mario & Sonic bei den Olympischen Spielen Tokyo 2020 (2019) |
| 2022–2024                                | Steven Merting                           | Sonic Prime (2022–2024)                  | Sonic Prime (2022–2024)                                     |
| seit 2016 bis heute                      | Johannes Oliver Hamm                     | Sonic Boom (2014–2017)                   | Sonic X Shadow Generations (2024)                           |
| seit 2020 bis heute                      | Stefan Fredrich                          | Sonic the Hedgehog (2020)                | Sonic the Hedgehog 3 (2024)                                 |

## Videospielauftritte
Sein Debüt feiert Dr. Eggman in Sonic the Hedgehog (1991), wo er Sonic am Ende jeder Zone erwartet, doch immer von Sonic besiegt wird, ebenso in Sonic the Hedgehog (8-Bit) (1991) und Sonic the Hedgehog 2 (8-Bit) (1992), bis er in Sonic the Hedgehog 2 (1992) mit Sonic und Tails sogar zwei Gegenspielern gegenübersteht und auch die Flucht auf sein Death Egg, wo seine bis dato tödlichsten Waffen Mecha Sonic und der Death Egg Robot warten, keinen Erfolg einbringt. In SegaSonic the Hedgehog (1993) nimmt er Sonic, Mighty the Armadillo und Ray the Flying Squirrel zunächst gefangen, doch diese brechen aus und folgen Dr. Eggman bis in seinen Eggman Tower, der diesen daraufhin in die Luft jagt und selbst mit seinem Egg Mobile im Meer abstürzt. Trotz der Unterstützung von Metal Sonic verzeichnet Dr. Eggman auch in Sonic the Hedgehog CD (1993) keine Erfolge und wird auch in Sonic the Hedgehog Chaos (1993) und Sonic the Hedgehog Spinball (1993) von Sonic besiegt. In Dr. Robotnik’s Mean Bean Machine (1993) werden seine Pläne für eine größere Roboterarmee sogar von einer Bohne namens „Has Bean“ durchkreuzt. In der TV-Serie Sonic der irre Igel unterliegt Dr. Robotnik in den Folgen von Adventures of Sonic the Hedgehog mit seinen Robotern Scratch, Grounder und gelegentlich sogar in Begleitung seiner Mutter letztendlich immer gegen Sonic und Tails, während er in den Folgen, die auf Sonic SatAM basieren, mit seinem Helfer Snively den größten Teil des Planeten Mobius bereits erobert hat, doch in der letzten Folge von der von Sonic verursachten Explosion seiner Basis getötet wird. Die Helden und die Bewohner von Mobius feiern im Anschluss das Ende von Dr. Robotnik mit einem großen Feuerwerk.
Nachdem Dr. Eggman auf Knuckles the Echidna trifft, schafft er es in Sonic the Hedgehog 3 (1994), diesen auf seine Seite zu ziehen und einen würdigen Gegner für Sonic bereitzustellen. Doch als Dr. Eggman im direkten Nachfolger Sonic & Knuckles (1994) in einem unaufmerksamen Moment den für Knuckles heiligen Master Emerald stiehlt, wechselt Knuckles die Seiten und unterstützt Sonic und Tails bei ihrem Kampf gegen Dr. Eggman, der sein Death Egg endgültig verliert und auch den Master Emerald von Super Sonic abgenommen bekommt. Auch in Sonic the Hedgehog Triple Trouble (1994), Knuckles’ Chaotix (1995), Sonic 3D: Flickies’ Island (1996) und Sonic Blast (1996) werden seine Pläne durchkreuzt und sein neues Death Egg II wird in Sonic the Fighters (1996) aufgesucht und zerstört. In den Rennspielen Sonic Drift (1994), Sonic Drift Racing (1995) und Sonic R (1997) hat Dr. Eggman als spielbarer Charakter hingegen Chancen auf rein sportliche Siege in den Rennen. In Sonic Underground (1999) herrscht Dr. Robotnik über die gesamte Welt, was sich auch bis zum Ende der Serie nicht ändert.
Als Dr. Eggman in Sonic Adventure (1998) durch antike Steintafeln von einer im Master Emerald eingesperrten Kreatur namens Chaos, welche die Welt vernichten kann, erfährt, zerstört er den Master Emerald und sucht mit dem freigelassenen Chaos die sieben Chaos Emeralds, die Chaos seine perfekte Form annehmen lassen. Dabei kommt es zu Konflikten und Niederlagen gegen die Helden, doch gegen Ende greift Chaos auch Dr. Eggman an und muss in seiner perfekten Form von Super Sonic gestoppt werden. Auf ähnliche Weise lässt Dr. Eggman in Sonic Adventure 2 (2001) den lange Jahre eingesperrten Shadow the Hedgehog frei, nachdem er durch die Tagebücher seines Großvaters von ihm erfahren hat. Dr. Eggman zerstört mit der Eclipse Cannon den Mond und ist selbst überrascht, als nach dem Zusammentragen der sieben Chaos Emeralds der geplante Weltuntergang seines Großvaters Professor Gerald Robotnik eingeleitet wird. Er hilft Sonic, Shadow und den anderen tatkräftig dabei, die Pläne seines Großvaters zu stoppen und die Welt zu retten.
In Sonic Heroes (2003) wird Dr. Eggman von Team Chaotix befreit, nachdem er von Metal Sonic eingesperrt wurde, ergreift auch Partei in Shadow the Hedgehog (2005), tut sich in Sonic Rush (2005) und Sonic Rush Adventure (2007) in verschiedenen Dimensionen mit Dr. Eggman Nega zusammen und strebt in Sonic Riders (2006) nach dem antiken Schatz der Babylon Rogue. Dr. Eggman ist schuld daran, dass in Sonic the Hedgehog (2006) das Zepter der Finsternis zerbricht und Mephiles freigelassen wird, entführt Prinzessin Elise mehrere Male und stirbt im Laufe der Handlung durch einen Unfall, wird aber von Sonic gerettet, der durch die Zeit reist und den tödlichen Unfall anschließend verhindert, weil dadurch auch Prinzessin Elise umgekommen wäre. Auch an den Olympischen Spielen in Mario & Sonic bei den Olympischen Spielen (2007) und den nachfolgenden Spielen der Serie nimmt Dr. Eggman als fairer Sportsmann teil, auch wenn er mit Bowser gelegentlich größere oder kleinere Fiesheiten ausheckt.
Erneut erfährt Dr. Eggman in Sonic Unleashed (2008) von einer uralten Macht und schafft es, diese freizulassen. Dieses Mal ist es Dark Gaia, der von Super Sonic und dem Light Gaia Chip bezwungen werden muss. Als Reue für seine bisherigen Taten will Dr. Eggman in Sonic Colours (2010) einen intergalaktischen Freizeitpark eröffnen, doch Sonic und Tails finden schnell heraus, dass ein böser Plan dahintersteckt: Dr. Eggman will die Kraft der außerirdischen Wisps nutzen, richtet auf dessen Heimatplaneten sogar großen Schaden beim Fördern von Rohstoffen an, doch Sonic vereitelt seine Pläne ein weiteres Mal und der Freizeitpark wird noch vor der Eröffnung zerstört. Daraufhin treibt Dr. Eggman mit seinen Robotern Orbot und Cubot durch den Weltraum und entdeckt dabei die Urform des sogenannten Time Eater, womit er durch Raum und Zeit reisen kann, was die Ereignisse in Sonic Generations (2011) auslöst. Er holt sich dabei Unterstützung von seinem eigenen, früheren Ich, doch beide Dr. Eggmans unterliegen den beiden Super Sonics aus verschiedenen Zeitepochen. Obwohl diese anschließend in einem zeitlosen und leeren Raum gelandet zu sein scheinen, gelang Dr. Eggman offensichtlich die Flucht von diesem Ort, da er anschließend die sechs Zeti in Sonic Lost World (2013) aufsucht und zunächst unter seine Kontrolle bringt, doch nachdem sie sich gegen Dr. Eggman wenden, bleibt diesem in Begleitung von Orbot und Cubot nichts anderes übrig, als sich Sonic und Tails anzuschließen. Er schafft es, seinen Tod vorzutäuschen und am Ende noch einmal erfolglos gegen Sonic zu kämpfen. Nachdem sich Dr. Eggman im Spiel Sonic Boom: Lyrics Aufstieg (2014) vorübergehend Lyric anschließt, um Sonic zu schlagen, letztendlich aber Sonic und seinen Freunden in ihrem finalen Kampf gegen Lyric hilft, nimmt er im Anschluss Lyrics Roboterkontrollsteuerung an sich. Während Dr. Eggman in der TV-Serie Sonic Boom (2014–2016) ein Nachbar für Sonic darstellt, so schürft er in Sonic Boom: Feuer & Eis (2016) nach dem Metall Ragnium, von der sich Macht erhofft, wird jedoch von Sonic und den anderen an diesem Vorhaben gehindert.
Dr. Eggman folgt in Sonic Mania (2017) einer mysteriösen Energiequelle und kann mithilfe seiner EggRobos den mächtigen Phantom Ruby bergen, der die EggRobos daraufhin in die Hard Boiled Heavies verwandelt. Sonic kann Dr. Eggman trotz des Phantom Ruby und der Hard Boiled Heavies besiegen, ehe sich der Anführer Heavy King sogar von Dr. Eggman abwendet und Super Sonic ein Battle Royal gegen Dr. Eggman und dem Heavy King für sich entscheidet, bevor Sonic durch ein Wurmloch nach Sonic Forces (2017) gelangt. Dort hat es Dr. Eggman mit der Hilfe von Infinite, dem Phantom Ruby sowie Klonen von Metal Sonic, Shadow, Chaos und Zavok geschafft, Sonic zu besiegen und auf dem Death Egg gefangen zu halten, woraufhin Dr. Eggman fast den kompletten Planeten erobern konnte. Doch Sonic entkommt und kann zusammen mit seinen Freunden erst Infinite und dann den Phantom Ruby zerstören, woraufhin Dr. Eggman seine eroberten Gebiete wieder restlos verliert.
Am Ende des Encore-Modus in Sonic Mania Plus (2018), sofern man alle Chaos Emeralds gesammelt hat, gelangt auch Dr. Eggman nach einer unabsichtlichen Kollision mit Super Sonic durch ein Wurmloch an einen anderen Ort oder in eine andere Zeit. Wohin es Dr. Eggman durch dieses Wurmloch verschlagen hat, wurde bis jetzt in den bisher erschienenen Spielen noch nicht aufgeklärt. In Sonic Frontiers (2022) leitet Dr. Eggman die Handlung erneut ein, als er eine mächtige, antike Technologie wieder reaktiviert, dann jedoch die Kontrolle darüber verliert. Zudem ist Dr. Eggman mit all seinen alternativen Varianten ein Hauptcharakter in der Netflix-Serie Sonic Prime (2022–2024).
| Videospielauftritte von Dr. Eggman | Videospielauftritte von Dr. Eggman                           | Videospielauftritte von Dr. Eggman                            | Videospielauftritte von Dr. Eggman |
| Jahr                               | Videospiel                                                   | Ursprüngliches System                                         | Rolle                              |
| ---------------------------------- | ------------------------------------------------------------ | ------------------------------------------------------------- | ---------------------------------- |
| 1991                               | Sonic the Hedgehog                                           | Sega Mega Drive                                               | Gegner                             |
| 1991                               | Sonic the Hedgehog (8-Bit)                                   | Sega Master System, Sega Game Gear                            | Gegner                             |
| 1991                               | Waku Waku Sonic Patrol Car                                   | Arcade                                                        | Gegner                             |
| 1992                               | Sonic the Hedgehog 2 (8-Bit)                                 | Sega Master System, Sega Game Gear                            | Gegner                             |
| 1992                               | Sonic the Hedgehog 2                                         | Sega Mega Drive                                               | Gegner                             |
| 1993                               | SegaSonic the Hedgehog                                       | Arcade                                                        | Gegner                             |
| 1993                               | Sonic the Hedgehog CD                                        | Sega Mega-CD                                                  | Gegner                             |
| 1993                               | Sonic the Hedgehog Chaos                                     | Sega Master System, Sega Game Gear                            | Gegner                             |
| 1993                               | Sonic the Hedgehog Spinball                                  | Sega Mega Drive, Sega Master System, Sega Game Gear           | Gegner                             |
| 1993                               | Dr. Robotnik’s Mean Bean Machine                             | Sega Mega Drive, Sega Master System, Sega Game Gear           | Gegner                             |
| 1993                               | Sega Sonic Cosmo Fighter Galaxy Patrol                       | Arcade                                                        | Gegner                             |
| 1994                               | Sonic the Hedgehog 3                                         | Sega Mega Drive                                               | Gegner                             |
| 1994                               | Torarete Tamaruka!?                                          | Sega Game Gear                                                | Cameo-Gastauftritt                 |
| 1994                               | Sonic & Knuckles                                             | Sega Mega Drive                                               | Gegner                             |
| 1994                               | Sonic Drift                                                  | Sega Game Gear                                                | Spielbarer Charakter               |
| 1994                               | Sonic the Hedgehog’s Gameworld                               | Sega Pico                                                     | Nebencharakter                     |
| 1994                               | Sonic the Hedgehog Triple Trouble                            | Sega Game Gear                                                | Gegner                             |
| 1994                               | Gale Racer                                                   | Sega Saturn                                                   | Cameo-Gastauftritt                 |
| 1995                               | Sonic Drift Racing                                           | Sega Game Gear                                                | Spielbarer Charakter               |
| 1995                               | Knuckles’ Chaotix                                            | Sega 32X                                                      | Gegner                             |
| 1995                               | Sonic Compilation                                            | Sega Mega Drive                                               | Gegner                             |
| 1996                               | Sonic the Fighters                                           | Arcade                                                        | Gegner                             |
| 1996                               | Sonic 3D: Flickies’ Island                                   | Sega Mega Drive, Sega Saturn, PC                              | Gegner                             |
| 1996                               | Sonic Blast                                                  | Sega Master System, Sega Game Gear                            | Gegner                             |
| 1996                               | Sonic’s Schoolhouse                                          | PC                                                            | Cameo-Gastauftritt                 |
| 1997                               | Sonic & Knuckles Collection                                  | PC                                                            | Gegner                             |
| 1997                               | Sonic Jam                                                    | Sega Saturn                                                   | Gegner                             |
| 1997                               | Sonic R                                                      | Sega Saturn                                                   | Spielbarer Charakter               |
| 1998                               | Sonic Adventure                                              | Sega Dreamcast                                                | Gegner                             |
| 1999                               | Sonic the Hedgehog Pocket Adventure                          | Neo Geo Pocket Color                                          | Gegner                             |
| 1999                               | Shenmue                                                      | Sega Dreamcast                                                | Cameo-Gastauftritt                 |
| 2000                               | Sonic Shuffle                                                | Sega Dreamcast                                                | Nebencharakter                     |
| 2001                               | Sonic Adventure 2                                            | Sega Dreamcast                                                | Spielbarer Charakter               |
| 2001                               | Sonic Adventure 2 Battle                                     | Nintendo GameCube                                             | Spielbarer Charakter               |
| 2001                               | Sonic Advance                                                | Game Boy Advance                                              | Gegner                             |
| 2001                               | Virtua Striker 3                                             | Nintendo GameCube, Arcade                                     | Cameo-Gastauftritt                 |
| 2002                               | Sonic Mega Collection                                        | Nintendo GameCube                                             | Gegner                             |
| 2002                               | Sonic Advance 2                                              | Game Boy Advance                                              | Gegner                             |
| 2003                               | Sonic Pinball Party                                          | Game Boy Advance                                              | Nebencharakter                     |
| 2003                               | Sonic Adventure DX: Director's Cut                           | Nintendo GameCube, PC                                         | Gegner                             |
| 2003                               | Sonic N                                                      | Nokia N-Gage                                                  | Gegner                             |
| 2003                               | Sonic Battle                                                 | Game Boy Advance                                              | Gegner                             |
| 2003                               | Sonic Heroes                                                 | Nintendo GameCube, PlayStation 2, Xbox                        | Nebencharakter                     |
| 2004                               | Sonic X: A Super Sonic Hero                                  | Game Boy Advance                                              | Kurzauftritt                       |
| 2004                               | Sonic Advance 3                                              | Game Boy Advance                                              | Gegner                             |
| 2004                               | Sonic Mega Collection Plus                                   | PlayStation 2, Xbox, PC                                       | Gegner                             |
| 2005                               | Sonic Jump (2005)                                            | Mobile                                                        | Gegner                             |
| 2005                               | Sonic X                                                      | Leapfrog Leapster                                             | Kurzauftritt                       |
| 2005                               | Sonic Gems Collection                                        | Nintendo GameCube, PlayStation 2                              | Gegner                             |
| 2005                               | Sonic Rush                                                   | Nintendo DS                                                   | Gegner                             |
| 2005                               | Shadow the Hedgehog                                          | Nintendo GameCube, PlayStation 2, Xbox                        | Nebencharakter                     |
| 2006                               | Sonic Riders                                                 | Nintendo GameCube, PlayStation 2, Xbox, PC                    | Nebencharakter                     |
| 2006                               | Sonic the Hedgehog Genesis                                   | Game Boy Advance                                              | Gegner                             |
| 2006                               | Sonic the Hedgehog                                           | PlayStation 3, Xbox 360                                       | Gegner                             |
| 2006                               | Sega Mega Drive Collection                                   | PlayStation 2, PlayStation Portable                           | Gegner                             |
| 2006                               | Sonic Rivals                                                 | PlayStation Portable                                          | Spielbarer Charakter               |
| 2007                               | Sonic und die Geheimen Ringe                                 | Wii                                                           | Nebencharakter                     |
| 2007                               | Sonic Rush Adventure                                         | Nintendo DS                                                   | Gegner                             |
| 2007                               | Mario & Sonic bei den Olympischen Spielen                    | Wii, Nintendo DS                                              | Spielbarer Charakter               |
| 2007                               | Sonic Rivals 2                                               | PlayStation Portable                                          | Spielbarer Charakter               |
| 2008                               | Super Smash Bros. Brawl                                      | Wii                                                           | Cameo-Gastauftritt                 |
| 2008                               | Sonic Riders: Zero Gravity                                   | Wii, PlayStation 2                                            | Spielbarer Charakter               |
| 2008                               | Sega Superstars Tennis                                       | Wii, Nintendo DS, PlayStation 3, PlayStation 2, Xbox 360      | Spielbarer Charakter               |
| 2008                               | Sonic Jump 2                                                 | Mobile                                                        | Gegner                             |
| 2008                               | Sonic bei den Olympischen Spielen                            | Mobile                                                        | Spielbarer Charakter               |
| 2008                               | Sonic Chronicles: Die Dunkle Bruderschaft                    | Nintendo DS                                                   | Gegner                             |
| 2008                               | Sonic Unleashed                                              | Wii, PlayStation 3, PlayStation 2, Xbox 360                   | Gegner                             |
| 2009                               | Sega Mega Drive Ultimate Collection                          | PlayStation 3, Xbox 360                                       | Gegner                             |
| 2009                               | Mario & Sonic bei den Olympischen Winterspielen              | Wii, Nintendo DS                                              | Spielbarer Charakter               |
| 2009                               | Sonic PC Collection                                          | PC                                                            | Gegner                             |
| 2010                               | Valkyria Chronicles 2                                        | PlayStation Portable                                          | Cameo-Gastauftritt                 |
| 2010                               | Sonic bei den Olympischen Winterspielen                      | Mobile                                                        | Spielbarer Charakter               |
| 2010                               | Sonic & Sega All-Stars Racing                                | Wii, Nintendo DS, PlayStation 3, PlayStation 2, Xbox 360, PC  | Spielbarer Charakter               |
| 2010                               | Sonic Classic Collection                                     | Nintendo DS                                                   | Gegner                             |
| 2010                               | Sonic the Hedgehog 4: Episode I                              | Wii, PlayStation 3, Xbox 360, PC, Mobile                      | Gegner                             |
| 2010                               | Sonic Free Riders                                            | Xbox 360                                                      | Spielbarer Charakter               |
| 2010                               | Sonic Colours                                                | Wii, Nintendo DS                                              | Gegner                             |
| 2011                               | Dreamcast Collection                                         | Xbox 360, PC                                                  | Gegner                             |
| 2011                               | Sonic Generations                                            | PlayStation 3, Xbox 360, PC, Nintendo 3DS                     | Gegner                             |
| 2011                               | Mario & Sonic bei den Olympischen Spielen London 2012        | Wii                                                           | Spielbarer Charakter               |
| 2012                               | Sonic the Hedgehog 4: Episode II                             | PlayStation 3, Xbox 360, PC, Ouya, Mobile                     | Gegner                             |
| 2012                               | Sonic Jump (2012)                                            | Mobile                                                        | Gegner                             |
| 2012                               | Sonic & All-Stars Racing Transformed                         | PS3, PlayStation Vita, Xbox 360, Wii U, 3DS, PC, Mobile       | Spielbarer Charakter               |
| 2013                               | Sonic Dash                                                   | Mobile                                                        | Gegner                             |
| 2013                               | Puyopuyo!! Quest                                             | Mobile                                                        | Cameo-Gastauftritt                 |
| 2013                               | 3D Sonic the Hedgehog                                        | Nintendo 3DS                                                  | Gegner                             |
| 2013                               | Sonic Lost World                                             | Wii U, Nintendo 3DS                                           | Nebencharakter                     |
| 2013                               | Mario & Sonic bei den Olympischen Winterspielen Sotschi 2014 | Wii U                                                         | Spielbarer Charakter               |
| 2014                               | Sonic Jump Fever                                             | Mobile                                                        | Gegner                             |
| 2014                               | Super Smash Bros. for Nintendo 3DS                           | Nintendo 3DS                                                  | Cameo-Gastauftritt                 |
| 2014                               | Sonic Boom: Lyrics Aufstieg                                  | Wii U                                                         | Nebencharakter                     |
| 2014                               | Super Smash Bros. for Wii U                                  | Wii U                                                         | Cameo-Gastauftritt                 |
| 2015                               | Sonic Runners                                                | Mobile                                                        | Gegner                             |
| 2015                               | Lego Dimensions                                              | PlayStation 4, PlayStation 3, Xbox One, Xbox 360, Wii U       | Gegner                             |
| 2015                               | Sonic Dash 2: Sonic Boom                                     | Mobile                                                        | Gegner                             |
| 2015                               | 3D Sonic the Hedgehog 2                                      | Nintendo 3DS                                                  | Gegner                             |
| 2016                               | Mario & Sonic bei den Olympischen Spielen Rio 2016           | Wii U, Nintendo 3DS, Arcade                                   | Spielbarer Charakter               |
| 2016                               | Sonic Boom: Feuer & Eis                                      | Nintendo 3DS                                                  | Gegner                             |
| 2016                               | Sega 3D Fukkoku Archives 3: Final Stage                      | Nintendo 3DS                                                  | Gegner                             |
| 2017                               | Sonic Mania                                                  | PlayStation 4, Xbox One, Nintendo Switch, PC                  | Gegner                             |
| 2017                               | Sonic Forces                                                 | PlayStation 4, Xbox One, Nintendo Switch, PC                  | Gegner                             |
| 2017                               | Sonic Runners Adventure                                      | Mobile                                                        | Gegner                             |
| 2017                               | Sonic Forces: Speed Battle                                   | Mobile                                                        | Gegner                             |
| 2018                               | Sega Mega Drive Classics                                     | PlayStation 4, Xbox One, Nintendo Switch, PC                  | Gegner                             |
| 2018                               | Kyoutou Kotoba RPG: Kotodaman                                | Mobile                                                        | Cameo-Gastauftritt                 |
| 2018                               | Sonic Mania Plus                                             | PlayStation 4, Xbox One, Nintendo Switch, PC                  | Gegner                             |
| 2018                               | Sega Heroes                                                  | Mobile                                                        | Cameo-Gastauftritt                 |
| 2018                               | Sega Slots                                                   | Mobile                                                        | Gegner                             |
| 2018                               | Super Smash Bros. Ultimate                                   | Nintendo Switch                                               | Cameo-Gastauftritt                 |
| 2019                               | Team Sonic Racing                                            | PlayStation 4, Xbox One, Nintendo Switch, PC                  | Spielbarer Charakter               |
| 2019                               | Sonic Racing                                                 | Mobile                                                        | Spielbarer Charakter               |
| 2019                               | Mario & Sonic bei den Olympischen Spielen Tokyo 2020         | Nintendo Switch, Arcade                                       | Spielbarer Charakter               |
| 2020                               | Sonic bei den Olympischen Spielen Tokyo 2020                 | Mobile                                                        | Spielbarer Charakter               |
| 2021                               | Sonic Colours: Ultimate                                      | PlayStation 4, Xbox Series, Xbox One, Switch, PC, Amazon Luna | Gegner                             |
| 2021                               | Lost Judgement                                               | PS5, PS4, Xbox Series, Xbox One, PC, Amazon Luna              | Cameo-Gastauftritt                 |
| 2022                               | Sonic Speed Simulator                                        | PS5, PS4, Xbox Series, Xbox One, PC, Mobile                   | Nebenrolle                         |
| 2022                               | Sonic Origins                                                | PS5, PS4, Xbox Series, Xbox One, Switch, PC                   | Gegner                             |
| 2022                               | Fall Guys                                                    | PS5, PS4, Xbox Series, Xbox One, Switch, PC                   | Cameo-Gastauftritt                 |
| 2022                               | Sonic Frontiers                                              | PS5, PS4, Xbox Series, Xbox One, Switch, PC, Amazon Luna      | Nebencharakter                     |
| 2023                               | 404 Game Re:Set                                              | Mobile                                                        | Cameo-Gastauftritt                 |
| 2023                               | The Murder of Sonic the Hedgehog                             | PC                                                            | Nebencharakter                     |
| 2023                               | Sonic Origins Plus                                           | Nintendo Switch, PS5, PS4, Xbox Series, Xbox One, PC          | Gegner                             |
| 2023                               | Sonic Superstars                                             | Nintendo Switch, PS5, PS4, Xbox Series, Xbox One, PC          | Gegner                             |
| 2023                               | Sonic Dream Team                                             | Apple Arcade                                                  | Gegner                             |
| 2024                               | Fortress Saga: AFK RPG                                       | Mobile                                                        | Gegner                             |
| 2024                               | Sonic X Shadow Generations                                   | Nintendo Switch, PS5, PS4, Xbox Series, Xbox One, PC          | Gegner                             |
| 2025                               | Sonic Rumble                                                 | PC, Mobile                                                    | Spielbarer Charakter               |

## Film und Fernsehen
Als Sonics ewiger Widersacher spielt Dr. Robotnik eine wichtige Rolle in Sonic der irre Igel (1993–1996) und seine Pläne bestimmen meist den Plot der jeweiligen Episode. In Sonic SatAM (1993–1994) wird er Dr. Julian Robotnik genannt und muss sich als amtierender Weltherrscher gegen Sonics Rebellion behaupten, bis er in der finalen 26. Episode besiegt wird und in der Explosion seiner eigenen Maschine unter lautem Fluchen sein Leben verliert. Es ist das einzige Medium überhaupt, in dem Dr. Eggman bzw. Dr. Robotnik endgültig stirbt und besiegt wird.
Die Episode „Die Geschichte vom Roten Clown“ von Grusel, Grauen, Gänsehaut aus dem Jahre 1994 zeigt ein Poster von Sonic the Hedgehog 2 (1992), auf dem Sonic und Tails weggeschnitten wurden und nur der groß abgebildete Dr. Eggman zu sehen ist. Auch in Sonic the Hedgehog (OVA) (1996) ist Dr. Eggman der Auslöser der Ereignisse, jedoch läuft ihm Metal Sonic im Laufe der Handlung den Rang als Hauptantagonist des Films ab.
Auch in Sonic Underground (1999) muss es Sonics Rebellion mit Dr. Robotniks Herrschaft aufnehmen. In Sonic X (2003–2005) hingegen ist Dr. Eggmans Rolle komplexer, da er sich teils mit den Helden verbündet, mal aufgrund Tricks und Intrigen, mal aufgrund mächtigerer Widersacher. In Mad ist Dr. Eggman in der Episode „Diary of a Wimpy Kid Icarus/Adjustment Burro“ zu sehen, wie er an der „Video Game School“ studiert hatte und dort, noch ohne Bart aber mit Haaren, beispielsweise im Sportunterricht Völkerball zusammen mit Super Mario, Toad, Ms. Pac-Man, Earthworm Jim, Crash Bandicoot und Schiggy aus Pokémon gegen Sonic spielte, während sich die Episode „Here Comes the Doom/Brain Purge“ hauptsächlich um Super Mario, Kirby und Mega Man drehte, Sonic und Dr. Eggman jedoch als Cameo-Gastauftritt zu sehen waren.
Dr. Eggman saß im Film Ralph reichts (2012) im „Kreis der anonymen Bösewichte“ neben mitunter Bowser, Clyde aus Pac-Man, Zangief aus Street Fighter und dem namensgebenden Hauptprotagonisten Randale-Ralph. Auch im Nachfolger Chaos im Netz (2018) war Dr. Eggman zu sehen. In Sonic Boom (2014–2017) ist Dr. Eggman eher ein vielseitiger Charakter als ein richtiger Gegner oder Antagonist. In Sonic Prime (2022–2024) hingegen sind Dr. Eggmans alternative Formen das als sogenannte Chaos Komitee präsenter als das eigentliche Original.
In den Kinofilmen Sonic the Hedgehog (2020), Sonic the Hedgehog 2 (2022) und Sonic the Hedgehog 3 (2024) wird Dr. Robotnik von Jim Carrey gespielt. Vor allem im dritten Film tritt er dabei als Verbündeter von Sonic und seinen Freunden auf.
| Film- und Serienauftritte von Dr. Eggman | Film- und Serienauftritte von Dr. Eggman | Film- und Serienauftritte von Dr. Eggman   | Film- und Serienauftritte von Dr. Eggman |
| Jahr                                     | Film / Serie                             | Rolle                                      |                                          |
| ---------------------------------------- | ---------------------------------------- | ------------------------------------------ | ---------------------------------------- |
| 1993–1996                                | Sonic der irre Igel                      | Hauptantagonist                            |                                          |
| 1993–1994                                | Sonic the Hedgehog                       | Hauptantagonist                            |                                          |
| 1994                                     | Grusel, Grauen, Gänsehaut                | Cameo-Gastauftritt (Staffel 3, Episode 12) |                                          |
| 1996                                     | Sonic the Hedgehog (OVA)                 | Antagonist                                 |                                          |
| 1999                                     | Sonic Underground                        | Hauptantagonist                            |                                          |
| 2003–2005                                | Sonic X                                  | Antagonist                                 |                                          |
| 2012                                     | Mad                                      | Cameo-Gastauftritte (Episoden 63 & 71)     |                                          |
| 2012                                     | Ralph reichts                            | Cameo-Gastauftritt                         |                                          |
| 2014–2017                                | Sonic Boom                               | Hauptrolle                                 |                                          |
| 2018                                     | Chaos im Netz                            | Cameo-Gastauftritt                         |                                          |
| 2020                                     | Sonic the Hedgehog                       | Hauptantagonist                            |                                          |
| 2022                                     | Sonic the Hedgehog 2                     | Hauptantagonist                            |                                          |
| 2022–2024                                | Sonic Prime                              | Nebenrolle                                 |                                          |
| 2024                                     | Sonic the Hedgehog 3                     | Hauptrolle                                 |                                          |